# Masashi Kokubun
Masashi Kokubun (國分 将 Kokubun Masashi?, nacido el 14 de mayo de 1995 en Hokkaido) es un futbolista japonés que juega como centrocampista.
En 2018, Kokubun se unió al Vanraure Hachinohe.

## Trayectoria

### Clubes
| Club               | País  | Año    |
| ------------------ | ----- | ------ |
| Vanraure Hachinohe | Japón | 2018 - |

## Estadística de carrera

### J. League
| Club               | Año   | J. League | J. League | Copa J. League | Copa J. League | Total | Total |
| Club               | Año   | Part.     | Goles     | Part.          | Goles          | Part. | Goles |
| ------------------ | ----- | --------- | --------- | -------------- | -------------- | ----- | ----- |
| Vanraure Hachinohe | 2019  | 33        | 1         | -              | -              | 33    | 1     |
| Total              | Total | 33        | 1         | 0              | 0              | 33    | 1     |